# Marina Gousseva
Pour les articles homonymes, voir Netchaïeva.
Marina Ievguenievna Gousseva (Netchaïeva de 2016 à 2018 et Romanko de 2007 à 2013) est une joueuse d'échecs russe née le 5 août 1986 à Friazino. Maître international (titre mixte) depuis 2009, elle a remporté le championnat d'Europe par équipe avec la Russie en 2009 (elle jouait au quatrième échiquier russe).
Au 1er juin 2017, elle est la 13e joueuse russe et la 61e joueuse mondiale avec un classement Elo de 2 408 points.

## Championnats du monde féminins
Marina Netchaïeva a participé à quatre championnats du monde féminins :
- en 2010 (éliminée au deuxième tour par Hou Yifan) ;

- en 2012 (éliminée au premier tour par Antoaneta Stefanova) ;
- en 2017 (éliminée au premier tour par Dinara Saduakassova) ;
- en 2018 (éliminée au premier tour par Jolanta Zawadzka).

## Compétitions par équipe
Outre la médaille d'or aux championnats d'Europe par équipe en 2009, Netchaïeva a emporté la médaille d'argent par équipe au championnat du monde d'échecs par équipe féminine la même année.